# Joana Aina Vidal Burguera
Joana Aina Vidal Burguera (Santanyí, 1945) és una política mallorquina del Partit Popular.
El 1983 ingressà al PP i fou regidora a l'ajuntament de Ses Salines del 1983 al 1987. Des del 1987 fins al 1999, fou diputada al Parlament de les Illes Balears.
Del 1987 al 1984 fou presidenta de la comissió d'Acció Social del Consell Insular de Mallorca i del 1994 al 1995 fou vicepresidenta d'aquesta institució.
Es feu coneguda per la rebel·lió que protagonitzà el 1996 contra el seu partit amb Joan Marí Tur, quan un pacte entre Gabriel Cañellas i Joan Verger expulsà de la Presidència del Govern de les Illes Balears el llavors president Cristòfol Soler. Marí Tur i Vidal havien de ser futurs consellers, de cultura i d'afers socials, respectivament, en la remodelació del Govern Soler que provocà el cop contra el president.
Arran d'aquests fets, fou suspesa de militància i passà al Grup Mixt del Parlament i del Consell de Mallorca fins al final de la legislatura. Després d'això, es retirà de la política.